# Kelsey Museum of Archaeology
Le Kelsey Museum of Archaeology (Musée Kelsey d'Archéologie) est un musée d'archéologie de l'Université du Michigan et située sur le campus central de Ann Arbor, Michigan, aux États-Unis. Le musée possède une collection de plus de 100 000 pièces archéologiques antiques et médiévales des civilisations de la Méditerranée et du Proche-Orient. Outre des expositions permanentes et temporaires, le musée parraine également la recherche et le travail sur le terrain, ainsi que des programmes éducatifs pour le public et pour le public scolaire.

## Recherches archéologiques
Direction de recherches :
- Antioche de Pisidie, actuelle Turquie, 1924
- Carthage, Tunisie, 1925
- Karanis, Égypte, 1924-1935
- Dimé (Soknopaiou Nesos), Égypte, 1931
- Terenouthis, Égypte, 1935
- Séleucie du Tigre, Irak, 1927-1932, 1936-1937
- Sepphoris, Israël, 1931
- Monastère Sainte-Catherine du Sinaï, Égypte, 1958, 1960, 1963, 1965
- Qasr al-Hayr al-Sharqi, Syrie, 1964, 1966, 1969-1971
- Apollonie de Cyrène, Libye, 1965-1967
- Cyrène, Libye, 1969, 1971
- Dibsi Faraj, Syrie, 1972
- Tel Anafa, Israël, 1968-1973, 1978-1986
- Paestum, Italie, 1981-1986, 1995-1998
- Coptos et Désert Arabique, Égypte, 1987-1995
- Leptiminus Archaeological Project, Lamta, Tunisie, 1990-1999
- Pylos Regional Archaeological Project, Pylos, Grèce, 1991-1996
- Southern Euboea Exploration Project, Eubée, Grèce, 1996, 2000, 2002, 2005
- The Vorotan Project, Arménie, 2005

Participations :
- Abydos, Égypte, 1995-?, Janet Richards
- Tel Qadesh, Israël, 1997-?, Sharon C. Herbert et Andrea M. Berlin
- Gabies, Italie, 2007-?, Nicola Terrenato
- Aphrodisias, Turquie, 2007-?, Christopher Ratté
- Vani, géorgie (pays), 2009-?, Christopher Ratté
- église Sant'Omobono, Rome, Italie, 2009-?, Nicola Terrenato
- El-Kourrou, Soudan, 2013-?, Geoff Emberling